# On freedom's ground
On freedom's ground is een compositie van William Schuman.
Schuman schreef deze cantate voor bariton, gemengd koor en symfonieorkest ter viering van 100 jaar Vrijheidsbeeld. In eerste instantie kwam het verzoek tot dit werk alleen van het New York Philharmonic Orchestra. De componist stelde voor dat er meer geldschieters zouden komen, om een beter werk te kunnen schrijven, maar ook om meerdere uitvoeringen veilig te stellen. Zo kwam er een reeks orkesten met geld over de brug en ook een muziekschool. Het NYP, Crane School of Music uit Potsdam (New York) (dat met dit werk hun 100-jarig bestaan wilde vieren), Albany Symphony Orchestra, Atlanta Symphony Orchestra, Chicago Symphony Orchestra, National Symphony Orchestra, Orgeon Symphony, Pittsburgh Symphony Orchestra en het St. Louis Symphony droegen hun steentje bij. Het NYP en Crane eisten wel dat zij de première mochten verzorgen. Die vond plaats op 28 oktober 1986 onder leiding van Zubin Mehta met zanger Sherill Milnes in de Avery Fisher Hall (De Avery Fisher Hall werd in 2015 hernoemd naar David Geffen Hall). Schuman wilde liever geen operazanger, maar stemde uiteindelijk in met Milnes.
Schuman zette in vijf delen zijn muziek onder een vijftal teksten van Richard Wilbur (speciaal geschreven voor de gelegenheid), die verwijzen naar vrijheid en de geschiedenis daarvan: 
- Back then
- Our risen states
- Like a great statue
- Come dance
- Immigrants still

Het werk begint met een eenzame bugel. De muziek is vervolgens 20e-eeuws Amerikaans, waarbij deel vier opvalt. Het is mengeling van allerlei dansen, van wals tot polka (zoals ook de tekst aangeeft: "And do the waltz or polka"). Deel 3 werd door Schuman omschreven als een requiem voor elke strijder voor een vrij Amerika.
Na de première volgde een twintigtal uitvoeringen. Daarna overkwam het werk hetzelfde als meer gelegenheidsmuziek; het verdween uit zicht. Meningen over het werk kwamen niet verder dan dat het een gedegen compositie was in de typische weelderige Schumanstijl. De eerste commerciële opname van het werk kwam in 2011 op de markt